# 豊国秀夫
豊国 秀夫（とよくに ひでお、1932年 - 1992年）は、日本の植物学者。専門は植物分類学。
北海道生まれ。北海道大学大学院理学研究科博士課程修了。理学博士。旭川大学、信州大学教養部教授。

## 書籍
- 1988年「日本の高山植物」ISBN 9784635090193
- 1987年「植物学ラテン語辞典」ISBN 9784324088623